# Papierfabrik (Kaufungen)
Papierfabrik ist ein Wohngebiet im Ortsteil Niederkaufungen der Gemeinde Kaufungen im Landkreis Kassel in Hessen.
Papierfabrik liegt im Tal der Losse am Kaufunger Wald und der Söhre. Der Ort hat einen Bahnhof an der Bahnstrecke Kassel–Waldkappel (errichtet 1879/80), wo auch die Straßenbahn Kassel hält. Nördlich des Ortes verläuft die Bundesstraße 7.
1839 wurde das Industriegebiet errichtet, und zwar durch die Anlage einer Papierfabrik durch Wilhelm Pfeiffer. Nach der 1873 erfolgten Übernahme durch eine Aktiengesellschaft wurde die Wasserkraft der Losse durch zwei Henschel-Turbinen genutzt und durch zwei Dampfmaschinen ergänzt. Ab 1877 produzierte eine Strohstoff- und Zellulosefabrik gebleichte Strohstoffe. Zu Beginn des 20. Jahrhunderts fanden 300 Arbeiter Beschäftigung. Ein schwerer Brand zu Ostern 1934 führte zur Stilllegung der Papierfabrik.
Vor Ort befanden sich nur einige Behelfswohnhäuser. Erst in der 2. Hälfte des 20. Jahrhunderts wurden viele Wohn-Neubauten erbaut.